# Высшая украинская лига КВН
Украинская лига КВН была открыта в 1999 году в Киеве, под названием «Открытая украинская лига». Редакторами в годы ОУЛ были Михаил Марфин и Валентин Иванов. В 2003 году лига была закрыта, и возобновила свою деятельность в 2004 году под названием «Высшая украинская лига». Тот год в лиге провели исключительно украинские команды, а игры вели пары КВНщиков Высшей лиги (например, Михаил Галустян и Евгений Никишин). С 2005 года ВУЛ вновь стала открытой. С тех пор, лига пропустила ещё два цельных сезона — сезон 2011 года был отменён «в связи с большой загрузкой сотрудников и технического телевизионного персонала в подготовке к юбилейному спецпроекту, посвящённому 50-летию КВН». Вместо обычного сезона в 2011-м году в Харькове прошёл «Турнир команд ВУЛ», который состоял из двух этапов: полуфинала и финала (игры вёл Андрей Чивурин). Аналогичный турнир состоялся и в 2012-м году в Киеве, на этот раз под названием «Кубок Президента Украины».
Редакторами лиги являлись Андрей Чивурин и Валентин Иванов (оба из команды КВН «ХАИ»). Игры обычно проходили в КЗ «Октябрьский» в Киеве, вёл игры лиги — Александр Васильевич Масляков. В сезоне 2013, из-за отсутствия телесъёмки, игры проходили в ЦКИ НАУ, а ведущим был Андрей Чивурин. В связи с конфликтом на востоке Украины лига с 2014 года закрыта. В 2015 году под руководством и при поддержке студии «Квартал-95» было создано юмористическое шоу «Лига смеха». Ведущий — Владимир Зеленский (2015 — апрель 2019), Евгений Кошевой (с мая 2019).

## Чемпионы лиги
| 1999 | Хмельницкий     | ХУУП  | «Три толстяка»                        |
| 2000 | Минск           |       | «ЧП»                                  |
| 2001 | Кривой Рог      |       | «95-й квартал»                        |
| 2002 | Хмельницкий     | ХУУП  | «Три толстяка»                        |
| 2003 |                 |       | лига закрыта                          |
| 2004 | Одесса          |       | «Новая реальность»                    |
| 2005 | Киев            |       | «Аляска»                              |
| 2006 | Винница         |       | «Винницкие перцы»                     |
| 2007 | Москва          | МИЭМП | «Станция Спортивная»                  |
| 2008 | ст. Брюховецкая | БАК   | «БАК»                                 |
| 2009 | Винница         |       | «Винницкие перцы»                     |
| 2010 | Млинов          |       | «Бомба»                               |
| 2011 | Кострома        | КГСХА | «Самоцветы — Наше серебро»            |
| 2012 | Днепропетровск  |       | Днепр                                 |
| 2013 | Белгород        |       | «Детективное агентство „Лунный свет“» |

## Кубок Судака
В годы ОУЛ (1999—2002) лига проводила летом турнир на кубок в городе Судак. Обладателями Кубка Судака являются:
- 1999 —  «ХАИ» (Харьков) и  «ХАИ-2» (Харьков)
- 2001 —  «ХАИ» (Харьков) и  «Дети лейтенанта Шмидта» (Томск)
- 2002 —  «95-й квартал» (Кривой Рог)

В 2003 году проводился полу-официальный кубок в Ялте и на Судаке. В Ялте выиграли команды «ЧП» (Минск) и «Уездный город» (Магнитогорск — Челябинск), на Судаке — только «УЕздный город».

## Зимний кубок
С 1999-го по 2010 году почти каждый год после финала лига проводила турнир на Зимний кубок. Исключением является лишь сезон 2004, когда финал проводился в Сочи в январе 2005 в связи с событиями Оранжевой революции, и сезон 2009 — финал был двухсерийным и проводился в два дня. Обладателями кубков являются:
- 1999 —  «Тапкины дети» (Тамбов)
- 2000 —  «Три толстяка» (Хмельницкий)
- 2001 —  «Три толстяка» (Хмельницкий)
- 2002 —  «Сборная Пятигорска» (Пятигорск)
- 2005 —  «Уральские пельмени» (Екатеринбург)
- 2006 —  «Дизель» (Николаев)
- 2007 —  «Политех» (Киев)
- 2008 —  «Станция Спортивная» (Москва) (Серебряный кубок:  «Мыс Челябинска» (Челябинск), Бронзовый кубок:  «Обратная сторона Москвы» (Мытищи))
- 2010 —  «Винницкие перцы» (Винница)